# 毛 (春秋)
毛（もう）は、中国春秋戦国時代の諸侯国。爵位は伯爵。国君は姫姓。建国者は周の武王の弟の毛叔鄭。秦により滅亡した。

## 歴代君主
- 毛叔鄭（中国語版）
- 毛懿公 - 『竹書紀年』に見える。
- 毛公旅 - 毛叔鄭の後代。毛公旅方鼎に見える。
- 毛伯班 - 周の穆王時代の三公の一人。『穆天子伝』と清華簡に見える。
- 毛公歆 - 毛公鼎に見える。
- 毛公音 - 周の宣王時期。毛公鼎に見える。
- 毛伯翌父 - 西周晩期。毛伯翌父鼎に見える。
- 毛伯衛（中国語版）
- 毛伯過（中国語版）
- 毛伯得（中国語版）